# Leibnitz
Leibnitz este un oraș cu 7.577 de locuitori, capitala districtului cu același nume, situat în sudul landului Steiermark, Austria. Localitatea se află la 33,5 km sud de Graz, în Câmpia Leibnitz, între cursul râurilor Mur și Sulm. Leibnitz este cunoscut pentru renumitele sale vinuri și școli.

## Personalități născute aici
- Thomas Muster (n. 1967), tenismen.

1. ↑  Dauersiedlungsraum der Gemeinden Politischen Bezirke und Bundesländer - Gebietsstand 1.1.2018 (în germană), Statistica Austriei, accesat în 10 martie 2019